# Садовский, Вячеслав Витольдович
Вячеслав Витольдович Садовский (1913—1994) — заслуженный тренер СССР по легкой атлетике, мастер спорта СССР.

## Биография
Родился в 1913 году.
Выпускник Высшей школы тренеров и ГДОИФК им. П. Ф. Лесгафта.
Защитил звание мастера спорта СССР в легкоатлетическом пятиборье и барьерном беге.
С 1930 года по 1951 года занимался преподавательской деятельностью в ГДОИФК’е. Участник Великой Отечественной войны. В 1948 году стал работать старшим тренером сборной команды СССР по барьерному бегу и был на этой должности до 1977 года. С 1953 по 1983 год был преподавателем в ГЦОЛИФК’е.
Вячеслав Садовский занимался подготовкой барьеристов к Олимпийским Играм 1952, 1956, 1960, 1964, 1968, 1976 годов. Занимал должность ответственного секретаря Федерации легкой атлетики СССР. Входил в состав редакционной коллегии журнала «Легкая атлетика». В 1957 году получил звание заслуженного тренера СССР. Призёр олимпийских игр Юрий Литуев — его ученик.
Был одним из руководителем советской спортивной делегации на международных соревнованиях в Риме в 1957 году.
В 1967 году Вячеслав Садовский написал книгу «Барьерный бег», переизданную в 1970 году.
В. П. Теннов, автор книги «Моряк с Балтики» отмечал, что Вячеслав Садовский сыграл большую роль в становлении легкоатлета Владимира Петровича Куца.
В 1957 году был награждён орденом «Знак Почёта» — «за успехи, достигнутые в деле развития массового физкультурного движения в стране, повышения мастерства советских спортсменов, и успешное выступление на международных соревнованиях».
Вячеслав Витольдович Садовский умер в 1994 году.